# Pernille La Lau
Pernille Ragnhild La Lau (Amsterdam, 18 september 1971) is een Nederlands tv-presentatrice.

## Levensloop

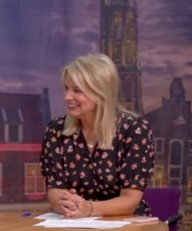
La Lau (2020)

Haar voornamen komen uit Noorwegen, waar Pernille's grootmoeder vandaan komt. De achternaam La Lau stamt af van de Franse hugenoten. Pernille is de dochter van een bankmedewerker en een logopediste en de kleindochter van Gerrit Jan van Heuven Goedhart. Op twaalfjarige leeftijd doet ze haar eerste radiointerview voor AVRO's Sportpanorama Junior. In 1985 kan ze haar creativiteit kwijt bij Club Veronica, de jongerenafdeling van Veronica.
La Lau studeerde internationaal marketing management aan de HES en aan de Hogeschool Holland. In 1989 was Joop van den Ende bezig met het opzetten van TV10. La Lau zou omroepster worden voor deze zender. TV10 kreeg echter geen uitzendlicentie, waarop La Lau ging reizen en haar studie weer oppakte. Toen ze 21 jaar was kreeg ze landelijke bekendheid als presentatrice van het showprogramma Postcode Bingo.
In 1997 begon ze haar tv-loopbaan bij het programma Het Nieuws op de commerciële tv-zender SBS6. Bij dezelfde zender werd ze ook geregeld ingezet als een van de presentatrices van de late editie van Hart van Nederland. In 2001 presenteerde ze op de commerciële zender Net5 de kennisquiz Het Syndicaat. Na negen jaar bij SBS6 te hebben gewerkt, maakte ze in 2005 de overstap naar de publieke omroep Teleac. Daar presenteerde ze samen met Bas Westerweel het programma Bij ons thuis. Eind 2005 ontwikkelde La Lau voor dezelfde omroep het programma De Nationale Inburgeringstest.
Eind april 2006 maakte ze de overstap naar de commerciële tv-zender RTL 4. Hiervoor presenteert ze 4 in het Land en Editie NL. In 2008 stapte ze weer over naar Teleac. Hier presenteerde ze vier dagen per week de nieuwe talkshow Helder. Vanaf eind 2010 is La Lau weer terug bij RTL 4 en maakt zij samen met Loretta Schrijver en Quinty Trustfull deel uit van het presentatieteam van Koffietijd.
In 2023 nam La Lau deel aan De Verraders.
La Lau had van 2000 tot 2008 een relatie en kreeg samen met hem een zoon en een dochter.
Van 2012 tot en met 2019 had ze een relatie met een Special Forces militair.

## Televisie
Veronica/VOO
- Club Veronica (1985)

TROS:
- Postcode Bingo (1993-1994)

Veronica:
- Gametime (1995-1996) (onderdeel van Call TV)

TV10:
- Wijsneuzen (1996)

SBS6:
- Actienieuws (1997-1999)
- Het Nieuws / SBS6 Nieuws (1999-2002)
- Hart van Nederland (2002-2004)
- Shownieuws (2002-2004)
- De Nieuws Top 10 (2004)

Net5:
- Het Syndicaat (2001)

Teleac/ vanaf medio 2010 NTR:
- Bij ons thuis (2005-2006)
- Nationale Inburgeringstest (2005)
- Helder (2008-2011)

RTL 4:
- 4 in het Land (2006-2008)
- Editie NL (2007-2008)
- Koffietijd (2010-2023)
- RTL Live (2017, 2019, 2020; inval)
- Je Gaat Het Maken (2019-heden)
- Proefkoken met Koffietijd! (2019; eenmalig)
- De Verraders (2023) (als deelnemer)

RTL 7:
- Vakwerk NL (2007-2008) (onderdeel van RTL Z)

EO:
- De Pelgrimscode (2013) (als deelnemer)